# Четирце
Четирце (мкд. Четирце) је насеље у Северној Македонији, у крајње северном делу државе. Четирце припада општини Куманово.
Четирце има велики значај за српску заједницу у Северној Македонији, пошто Срби чине већину становништва у насељу.

## Географија
Четирце је смештено у крајње северном делу Северне Македоније, близу државне границе граници са Србијом, која се налази 5 km северно од насеља. Од најближег града, Куманова, село је удаљено 10 km северно.
Село Четирце се налази у историјској области Жеглигово, у брдском крају, на приближно 570 метара надморске висине. Североисточно се издиже планина Рујен.
Месна клима је континентална са слабим утицајем Егејског мора (жарка лета).

## Прошлост
У селу је фебруара 1896. године било 41 српска кућа.

## Становништво
Четирце је према последњем попису из 2021. године имало 165 становника. Почетком 20. века сеоско становништво је било подељено између оних који су се изјашњавали Србима и других који су се изјашњавали Бугарима.
Претежна вероисповест месног становништва је православље.
| Национални састав према попису из 2021.‍ | Национални састав према попису из 2021.‍ | Национални састав према попису из 2021.‍ | Национални састав према попису из 2021.‍ | Национални састав према попису из 2021.‍ |
| --------------------------------------- | --------------------------------------- | --------------------------------------- | --------------------------------------- | --------------------------------------- |
|                                         |                                         |                                         |                                         |                                         |
| Срби                                    | Срби                                    |                                         | 94                                      | 56,9%                                   |
| Македонци                               | Македонци                               |                                         | 31                                      | 18,8%                                   |
| непописани                              | непописани                              |                                         | 38                                      | 23%                                     |